# 大川常吉
大川 常吉（おおかわ つねきち、1877年（明治10年） – 1940年（昭和15年））は、日本の警察官。
関東大震災により混乱にあった神奈川県橘樹郡鶴見町（現・横浜市鶴見区）において神奈川警察署鶴見分署長の任に就いていた大川は、自警団らの群衆から殺害されるおそれのあった朝鮮人・中国人らおよそ300名 を守ったことで知られる。

## 来歴
1877年（明治10年）東京生まれ。1905年（明治38年）、巡査になり神奈川県へ。明治期に横浜市山手町の山手本町警察署にて警部補を務める。大正期に入り横須賀市の横須賀警察署で警部補 から警部に昇進。伊勢佐木町警察署（横浜市伊勢佐木町）の警部を経て、藤澤警察署（高座郡藤澤町）の溝分署にて分署長を務める。1923年（大正12年）、神奈川警察署（横浜市神奈川町）の鶴見分署（橘樹郡鶴見町）にて分署長を務める間、関東大震災が発生。1923年末に鶴見警察署（橘樹郡鶴見町）が開署。鶴見警察署の署長となる。その後、大磯警察署（中郡大磯町）、厚木警察署（愛甲郡厚木町）の署長を歴任し、1927年（昭和2年）に警察を退任。1940年（昭和15年）、63歳で死去。
大川は定年前に警察を退任したが、震災時の行動が相応しいものではなかったという見方があったのであろうと大川の孫は意見を述べている。

## 関東大震災

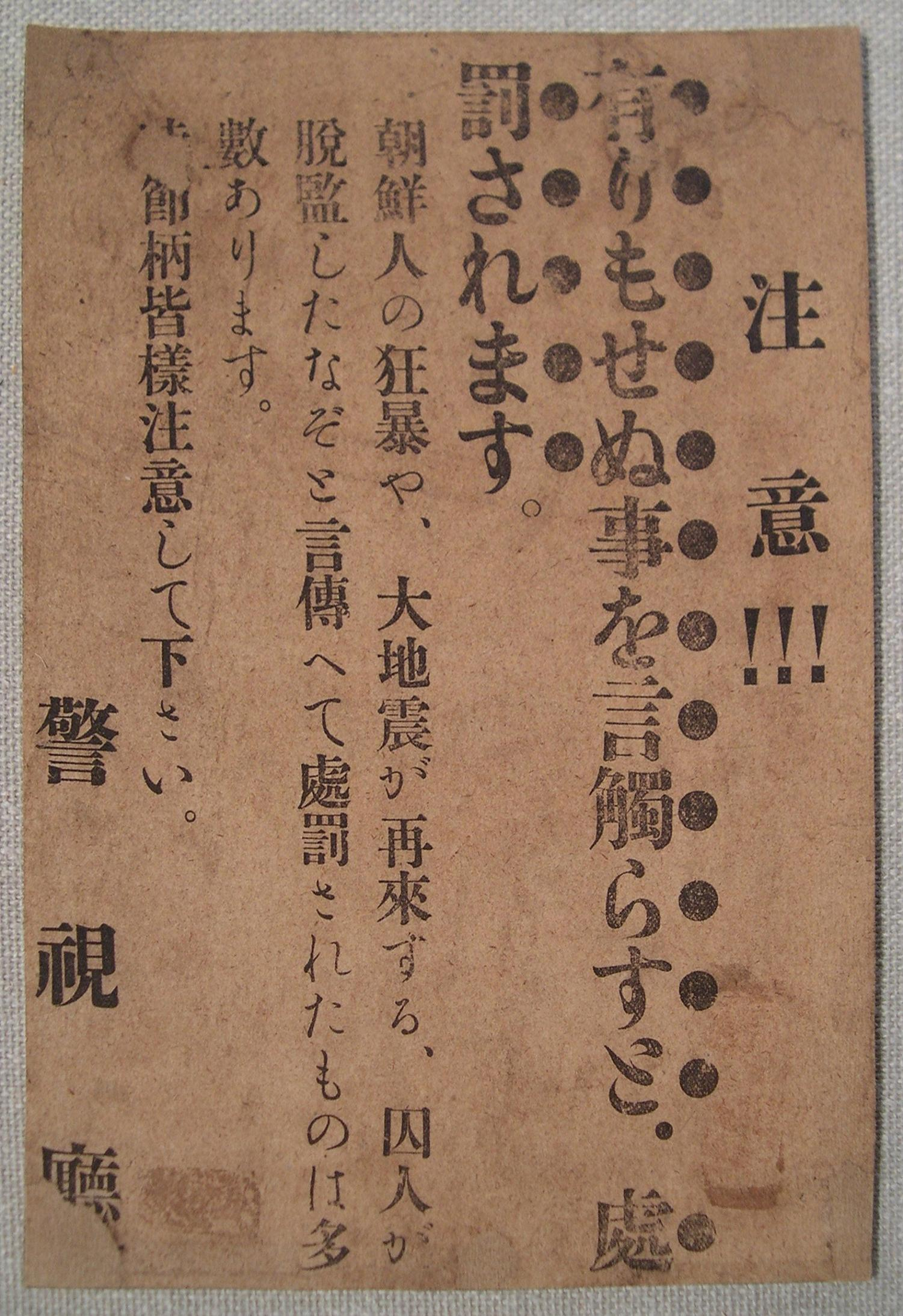
警視庁のビラ。
“注意!!!
有りもせぬ事を言触らすと、処罰されます。
朝鮮人の狂暴や、大地震が再来する、囚人が脱監したなぞと言伝えて処罰されたものは多数あります。
時節柄皆様注意して下さい。”

1923年9月1日の関東大震災当時、大川常吉警部 は、総勢30名 の鶴見分署で分署長を務めていた（当時の鶴見署は神奈川警察署の分署であり、神奈川警察署の署長は木下淳一警視）。9月2日夕方の鶴見分署にて、大川分署長と署員一同が屋外に陣取っていると、自警団が4人の男を連れてきた。自警団の話では、その4人は井戸に毒を入れたのだという。
それは9月2日の正午（または夕方）頃のことであった。4人の男は鶴見駅近郊の豊岡にあった井戸から水を飲み、彼らの1人はビンを2本持っていた。それを自警団が目撃し、その4人は朝鮮人で井戸にビンの毒を入れたと騒ぎ立て、4人を殺せと囲んで小突きながら署まで連行したのである。直ちに取り調べが行われ、大川は4人が東京に避難するところであり、彼らは悪者ではない、ビンの中身は毒薬ではないと自警団に説明した。勢いづいていた自警団は納得せず、ならばと大川は、自分が飲んで見せようと言い、2本のビンの中身を飲んだ。取り調べで分かったことであるが、4人は中国人で、ビンは1本がビール、もう1本が中国の醤油である。2本のビンの液体を飲む大川を見た自警団は引き上げたが、流言蜚語は増すばかりであり、民衆は警戒を強めた。続々と朝鮮人と疑われる者たちが警察へ連行されてきた。

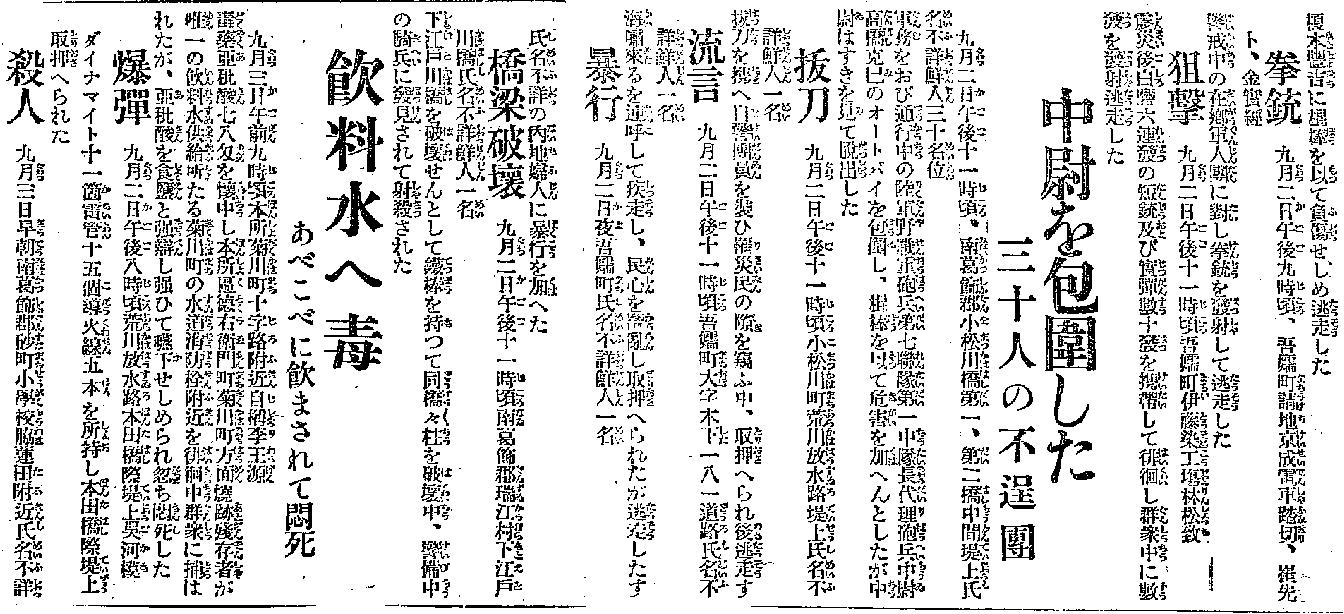
1923年10月22日東京時事新報記事「飲料水へ毒」。9月3日午前9時頃、朝鮮人名を自称する者が亜ヒ酸（亜秕酸）7-8匁（26.25-30g）を所持し、東京本所区菊川町の水道消防栓付近を徘徊していると、群衆に捕まり、それを食塩と釈明していたその朝鮮人名の者は、飲むように強要され死んだと記事は伝える。

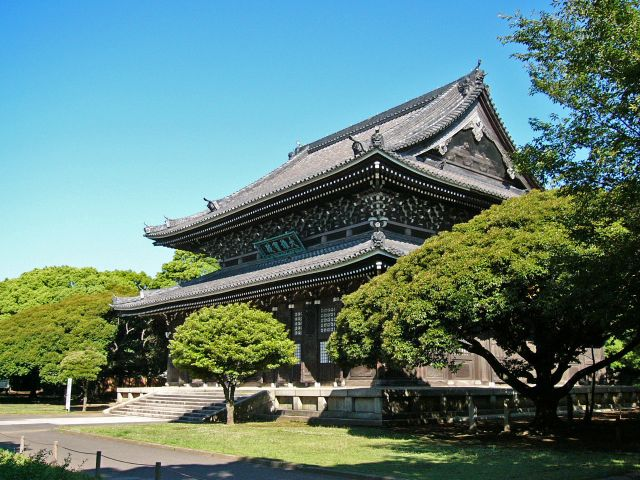
總持寺。1915年竣工の仏殿。（2007年撮影）

そこで大川は住民を集め、安心させるために演説した。交通・通信が断絶し鶴見は孤立状態であるが流言は大げさなものであろう、余震もあるなか警戒は必要だが早まってはいけない、警察権を無視した妄動はいけない、治安は警察が責任を持っているのを忘れないでほしい、などと熱心に演説するので拍手も起きたがそれほど効果はなかったとみられ、朝鮮人は署内に収容できないほど連行されてきた。大川は警察に駆け込んだ朝鮮人たちや、自警団に連行された朝鮮人たちを總持寺に移動させることにした。9月3日になると事態はますます悪化した。
自警団は武器を持って總持寺に集まり、朝鮮人の引き渡しを要求した。地元有力者の間からは朝鮮人を鶴見から追放してもらいたいという要求もあった。大川は朝鮮人が殺害されるおそれありと判断し、署員に指示を出し、朝鮮人らを總持寺から鶴見分署に移動させることにした。追放を拒むことは危険であると思い、大川は署に移動させてから遠くへ送り出すと言っておき、人々を一旦落ち着かせた。
署に移動したものの、自警団らの群衆が朝鮮人を殺せと叫んで署を囲み、大川は朝鮮人が悪いということはないと説得するが、群衆は朝鮮人に味方する警察を叩き潰せと騒ぎ立てた。地元有力者たちは追放を迫った。鶴見分署は1000人以上の群衆に囲まれた。その時、署員総勢30名の鶴見分署には署員が3名くらいしかいなかったようである。大川は群衆の前に立ちはだかり、次のように大声で言った。
「鮮人に手を下すなら下してみよ、憚りながら大川常吉が引き受ける、この大川から先きに片付けた上にしろ、われわれ署員の腕の続く限りは、一人だって君たちの手に渡さないぞ」
これには群衆も驚き、しばらくすると代表者数名が話し合い、大川に問うた。警察が管理できずに朝鮮人が逃げた場合、どう責任をとるのか。大川は、その場合は切腹して詫びると答えた。そこまで言うならと、とうとう群衆は去って行った。こうして朝鮮人220名、中国人70名 およそ300名が大川分署長はじめ30名の鶴見分署員により守られた。食糧の問題について、大川は鶴見町会で批判を受けつつも人道論を主張し、一般避難民として扱う承認が得られ解決した。大川は割腹の約束の件を神奈川県庁に報告した。朝鮮人・中国人は合わせて301名に増え、9月9日、鶴見分署から横浜港の「華山丸」 に全員移動し、事なきを得た。その後、神戸港へ送られたということである。また内務省『大正震災志』下巻（1926年）には、横浜で「華山丸」収容の朝鮮人225名は災害救援活動にあたっていた海軍が引き受けて保護し、復興作業に従事したという記録がある。
後に大川は回想し、当時あのような行動に出たのは自分でも意外で、あれほどの勇気を今になって持ち合わせているだろうかと言い、人間は一生のうちに特功が必要であるという考えもあるそうだが更に「偶々未曽有の震災に遭遇して、素より当然の職責を尽したのみで、特功とは自らも考えないが、容易に得られない経験を得たことを愉快に思う」と、このように言った。その数年後、大川は定年前に警察を去ることになった。

震災時の横浜市内
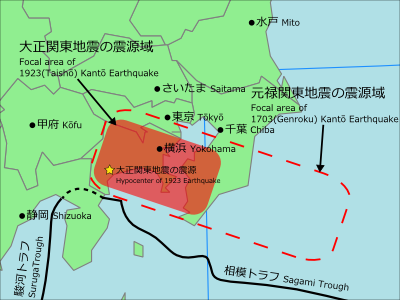
関東大震災（大正関東地震）の想定震源域（破線は元禄地震の想定震源域）。
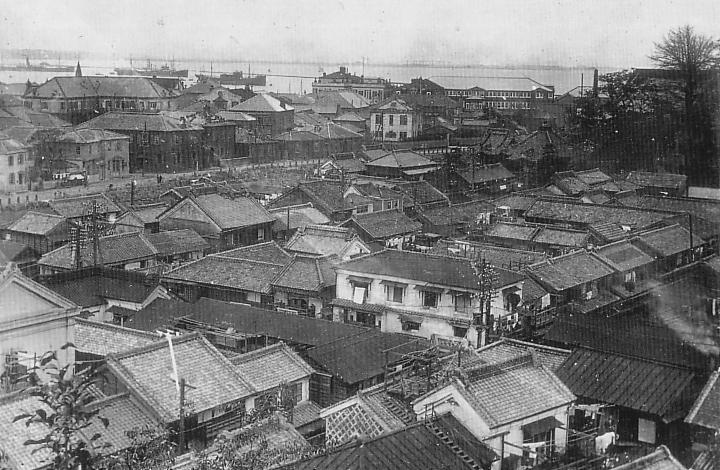
震災前の横浜市（元町・山下町）。
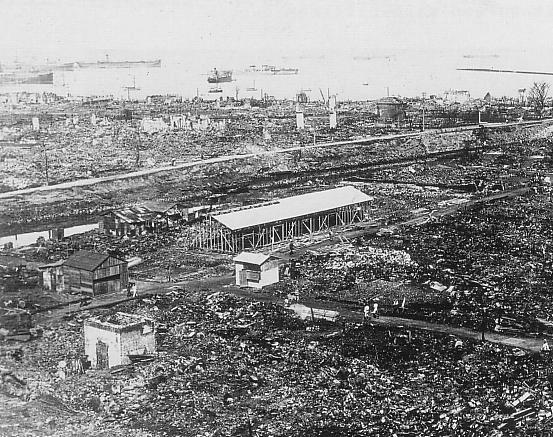
震災後の横浜市（元町・山下町）。
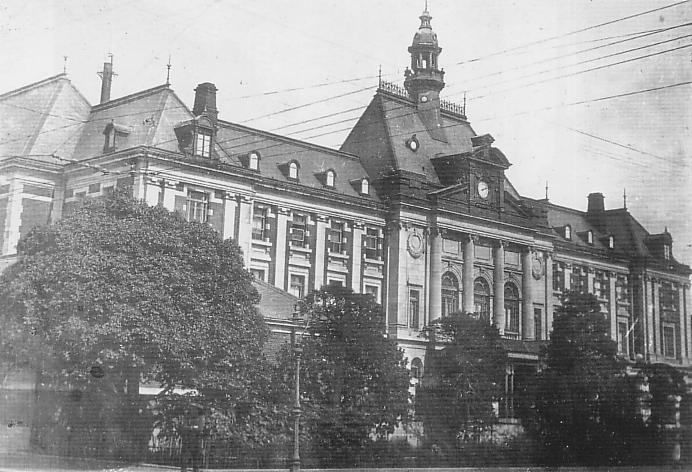
震災前の神奈川県庁。
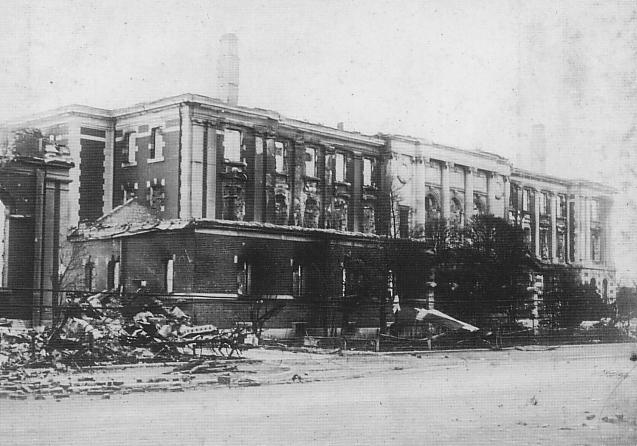
震災後の神奈川県庁。
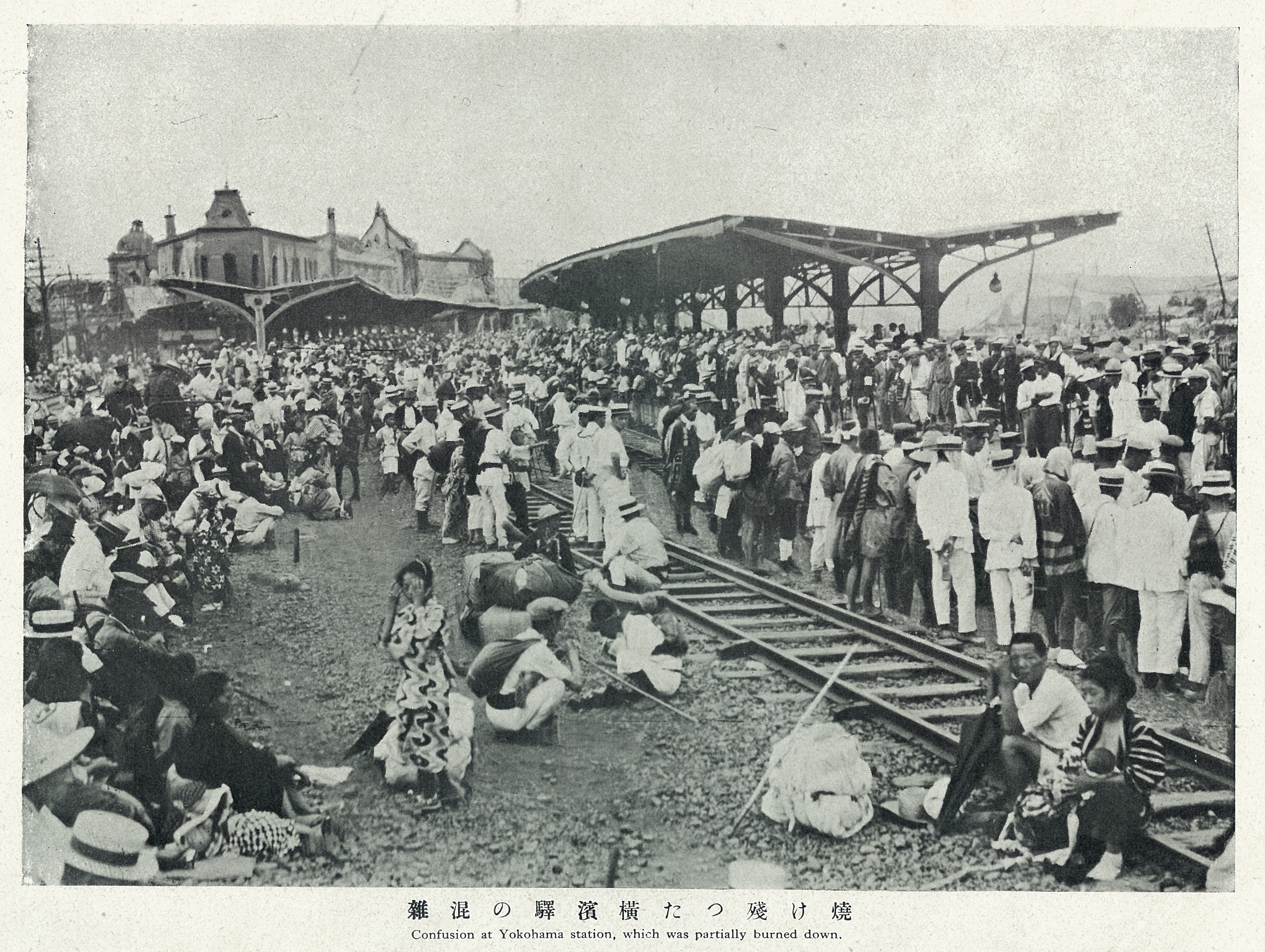
焼け残った横浜駅。

震災時の警察と朝鮮人
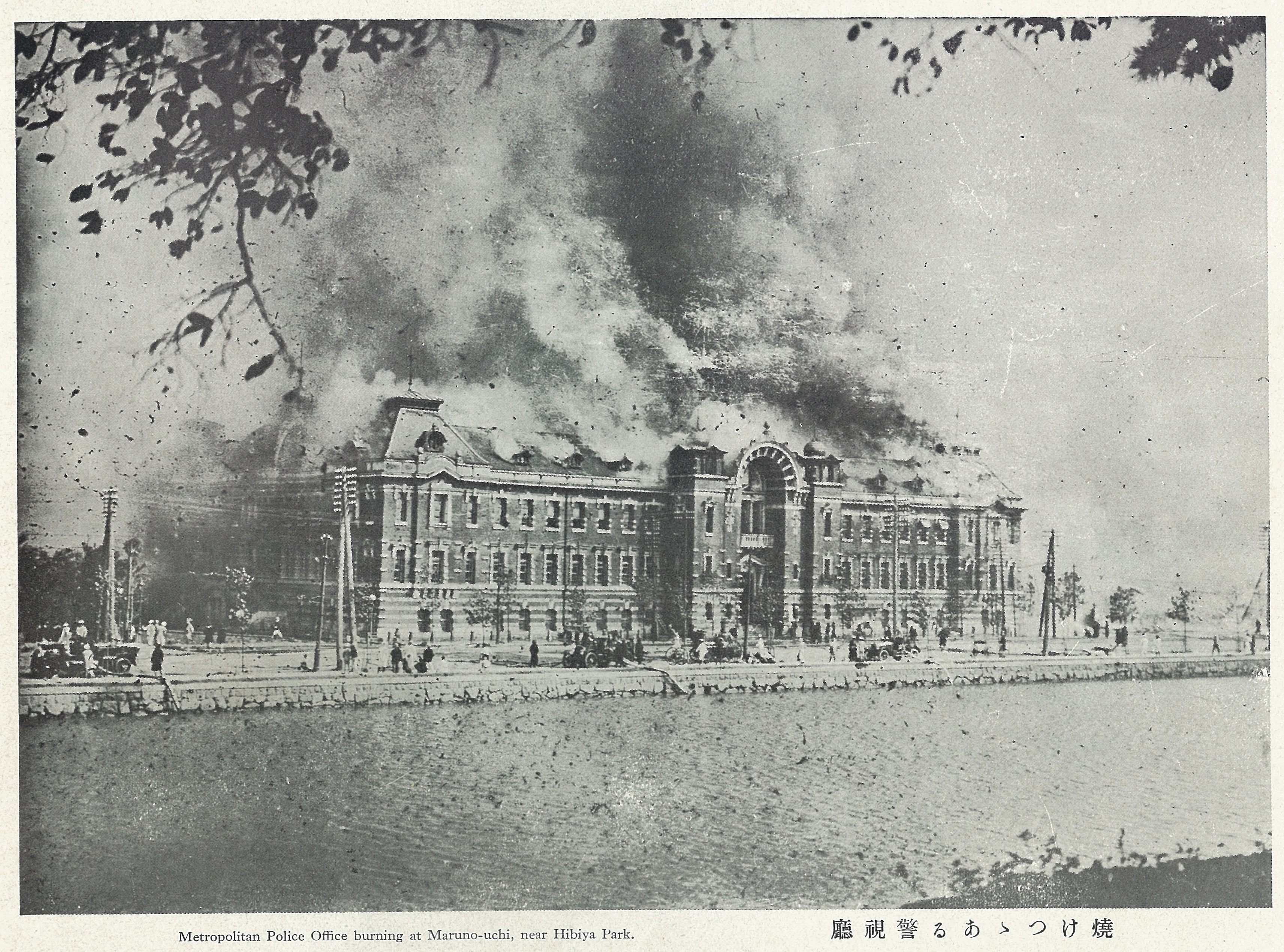
焼けつつある東京府警視庁。
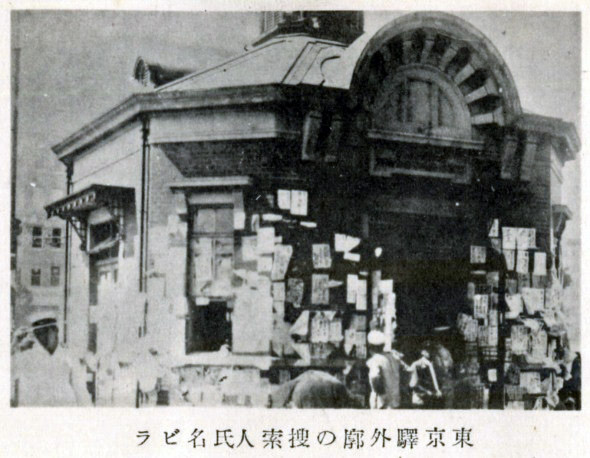
尋ね人の張り紙。東京駅警備巡査派出所。
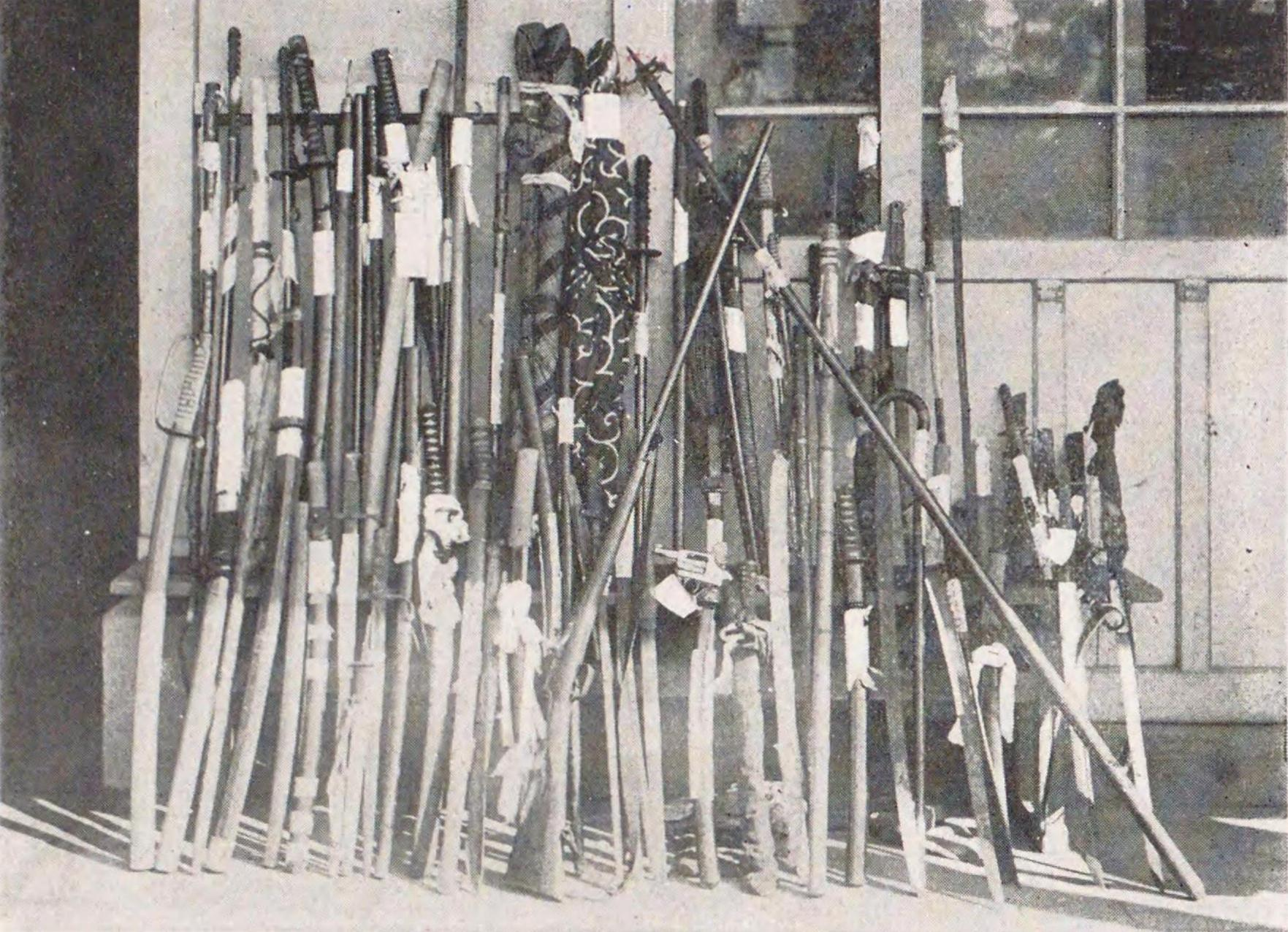
自警団の凶器。東京牛込神楽坂警察署。
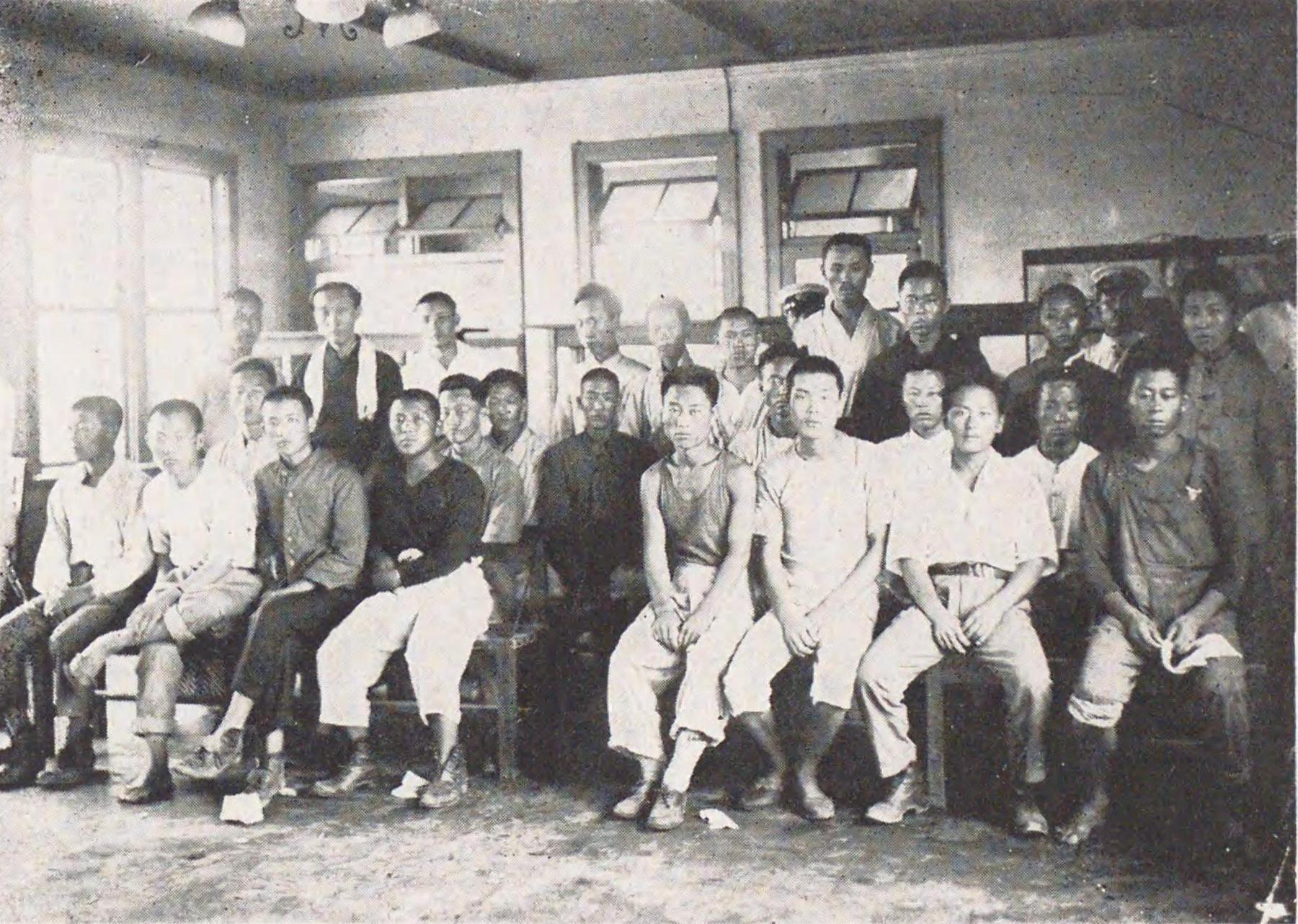
保護された朝鮮人。東京牛込神楽坂警察署。
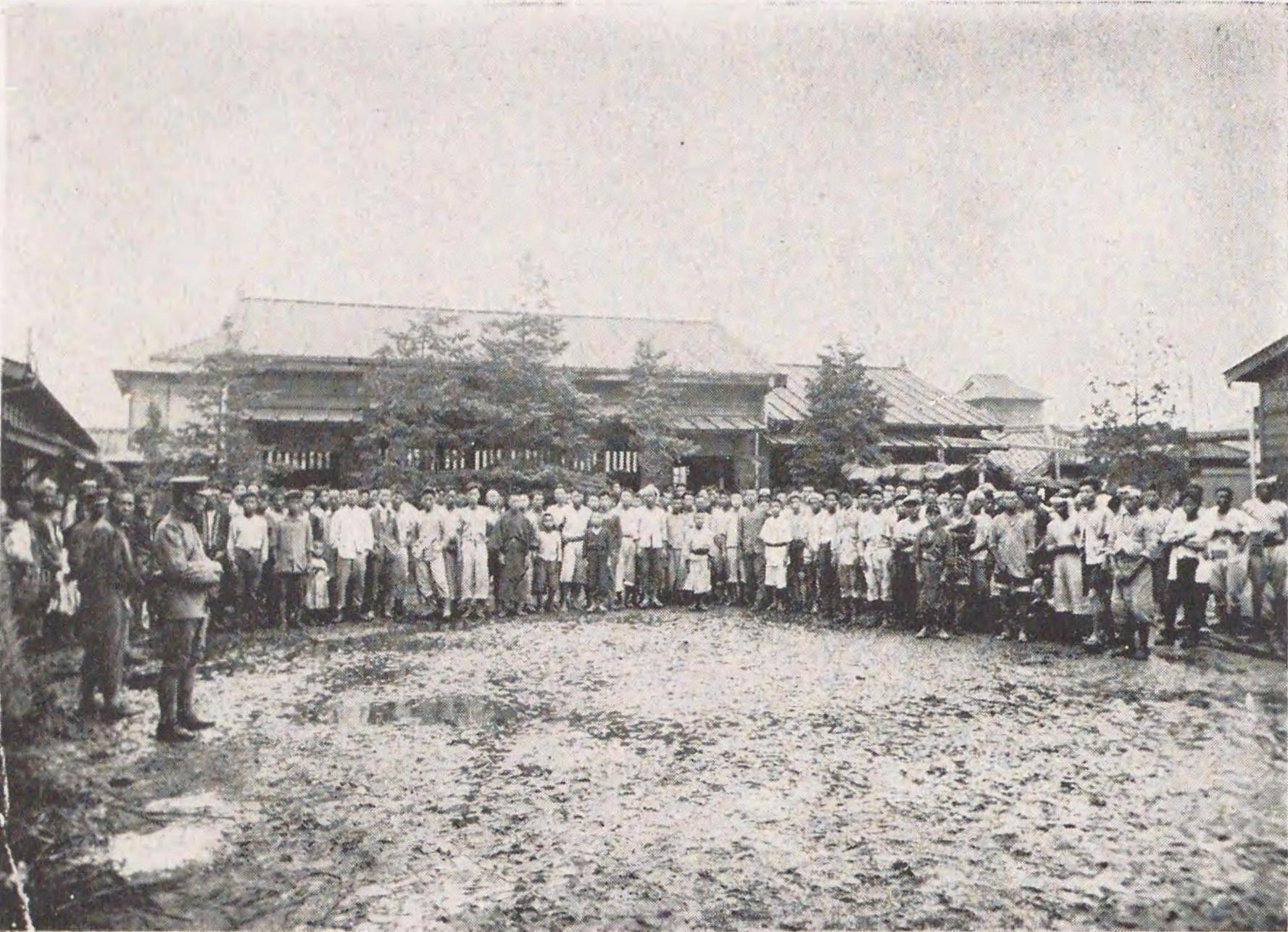
保護された朝鮮人。東京千住警察署。
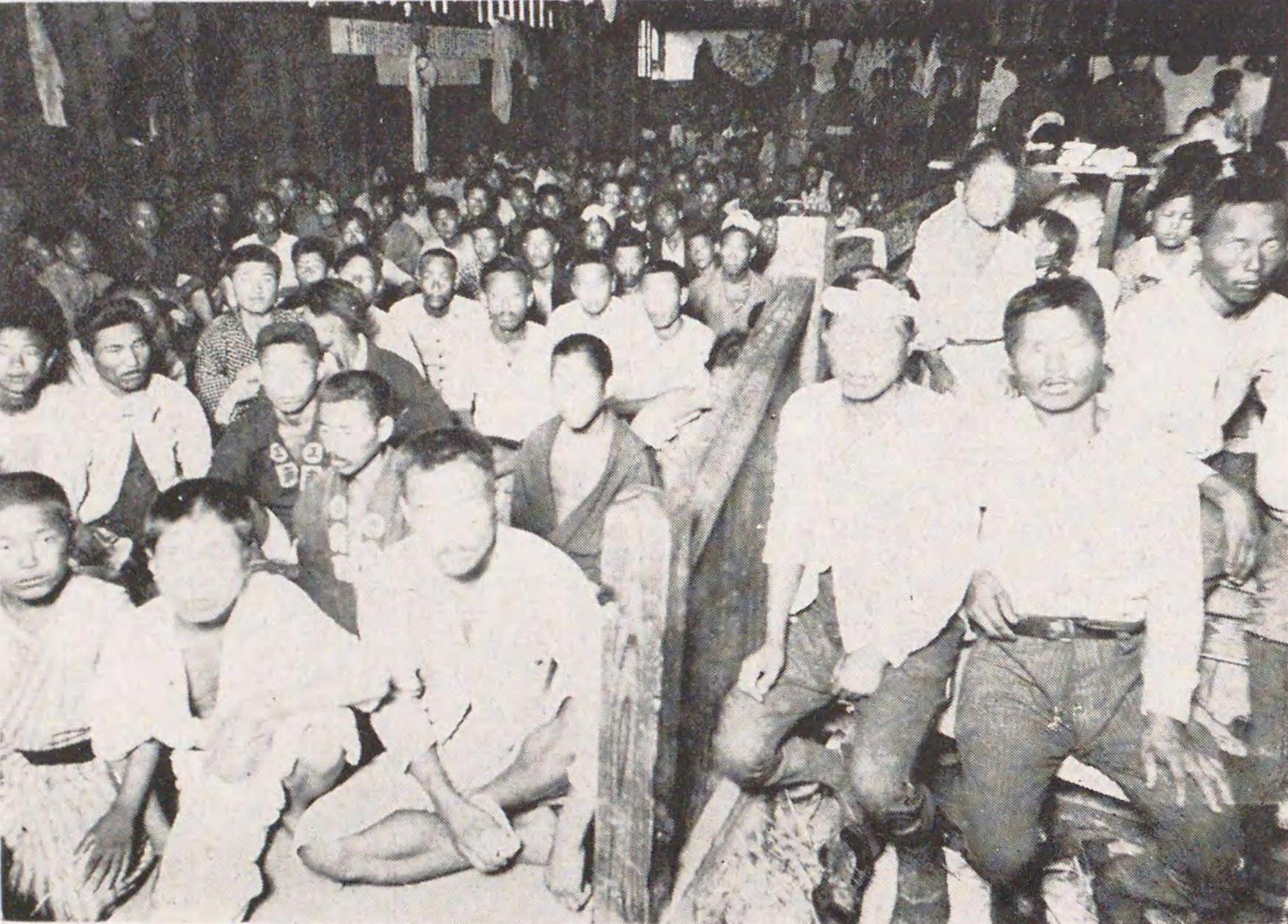
保護された朝鮮人。東京千住警察署。
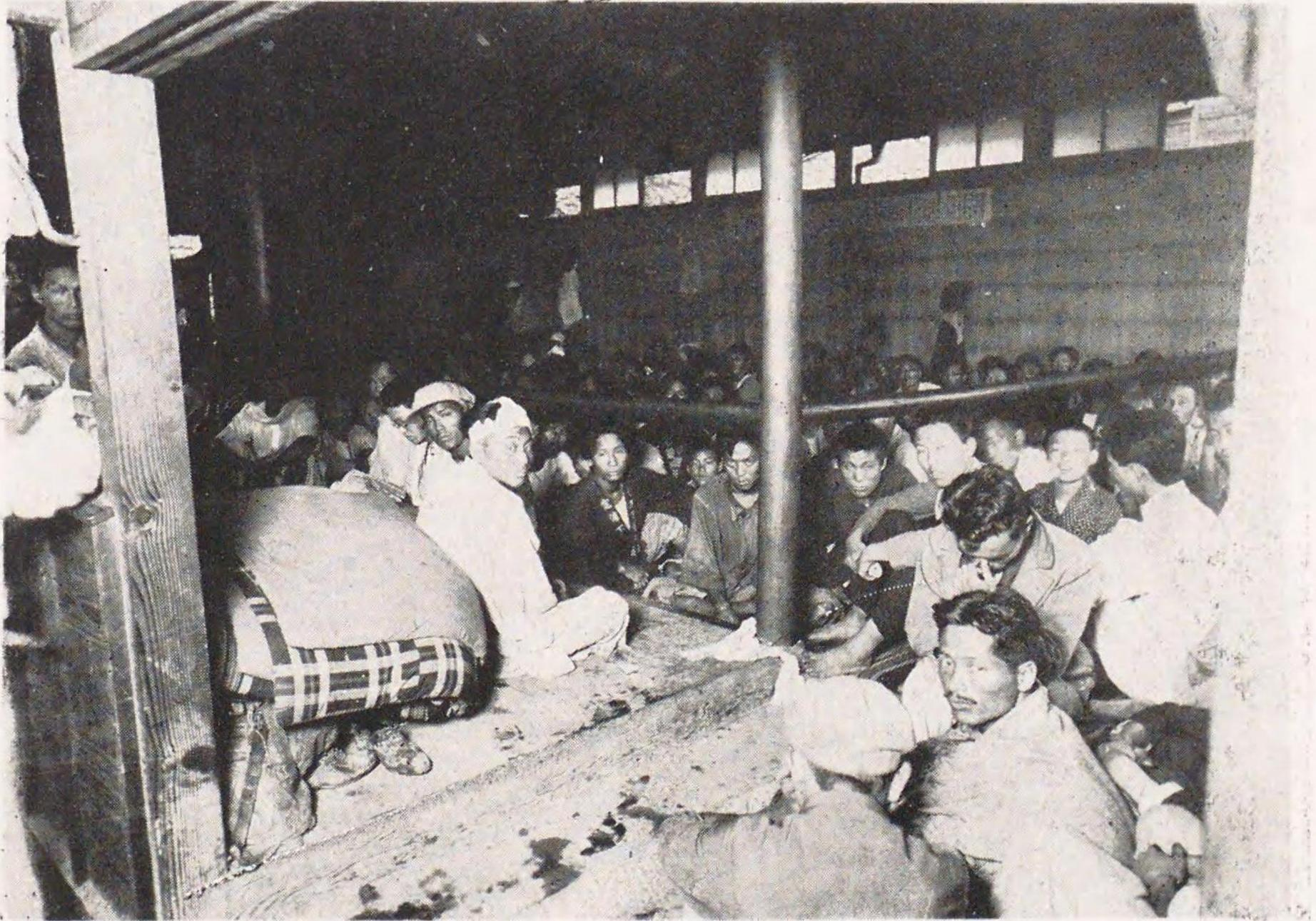
保護された朝鮮人。東京王子警察署。
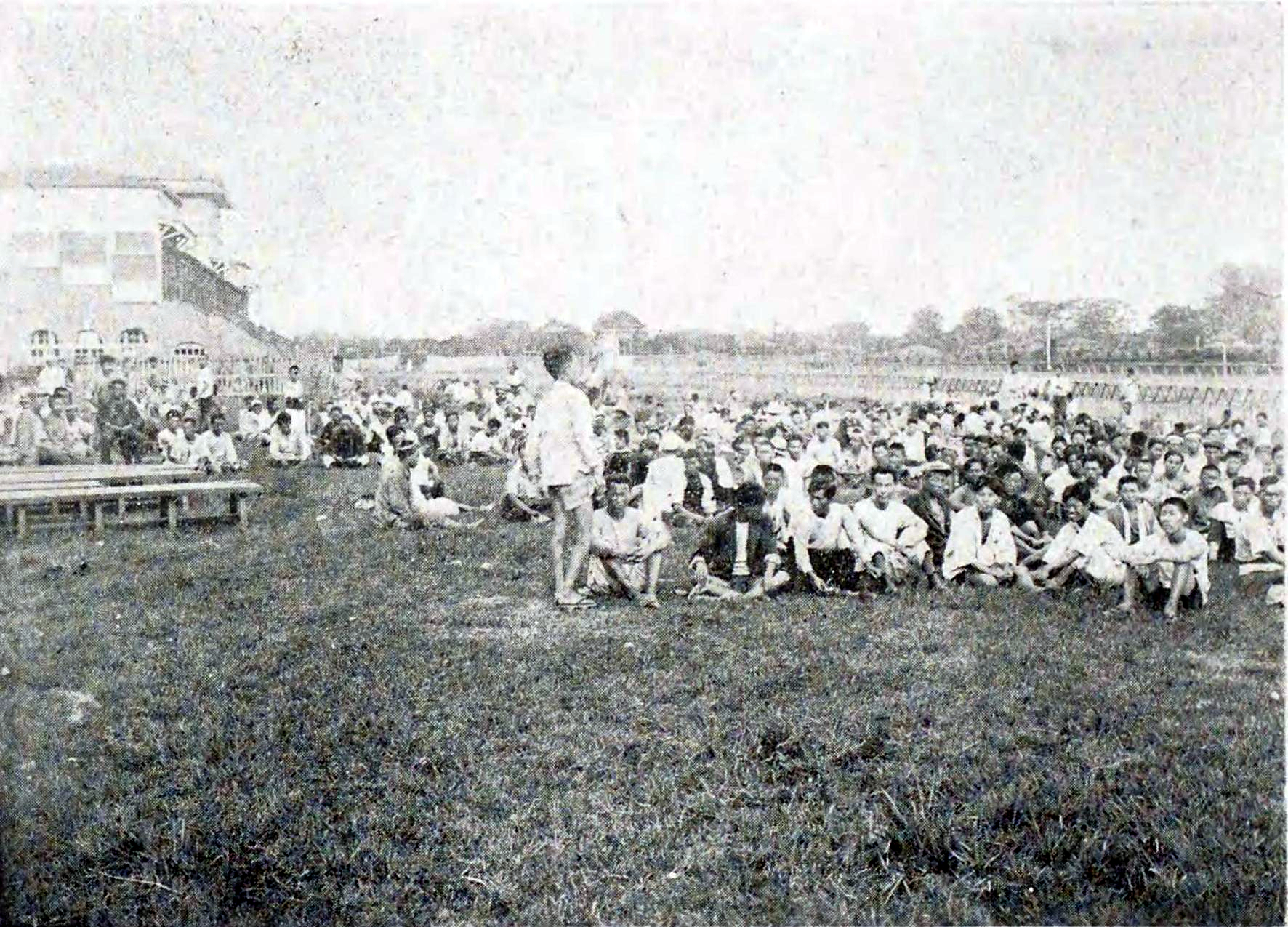
警視庁による朝鮮人保護。東京目黒競馬場。
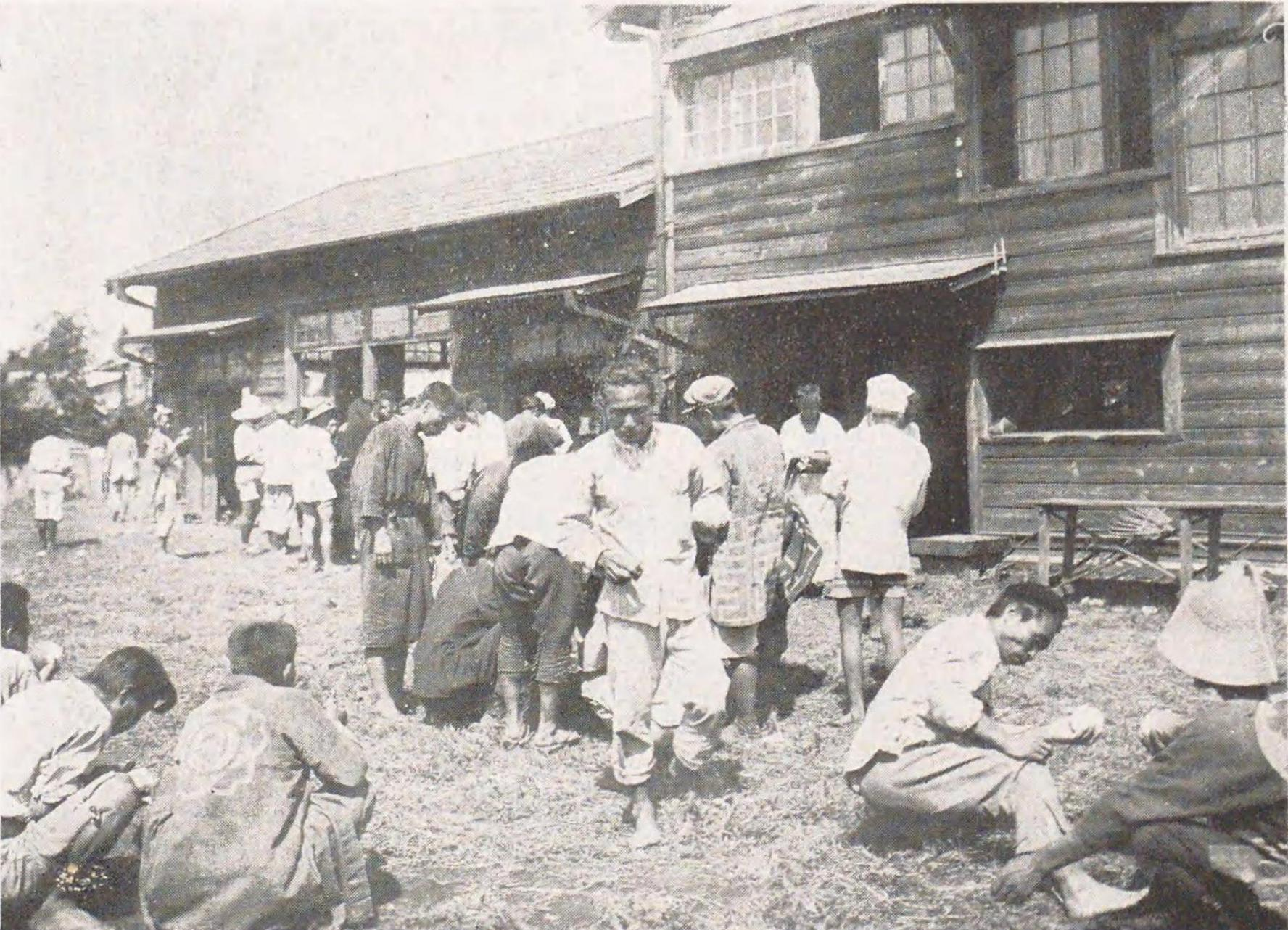
警視庁による朝鮮人保護。目黒競馬場。
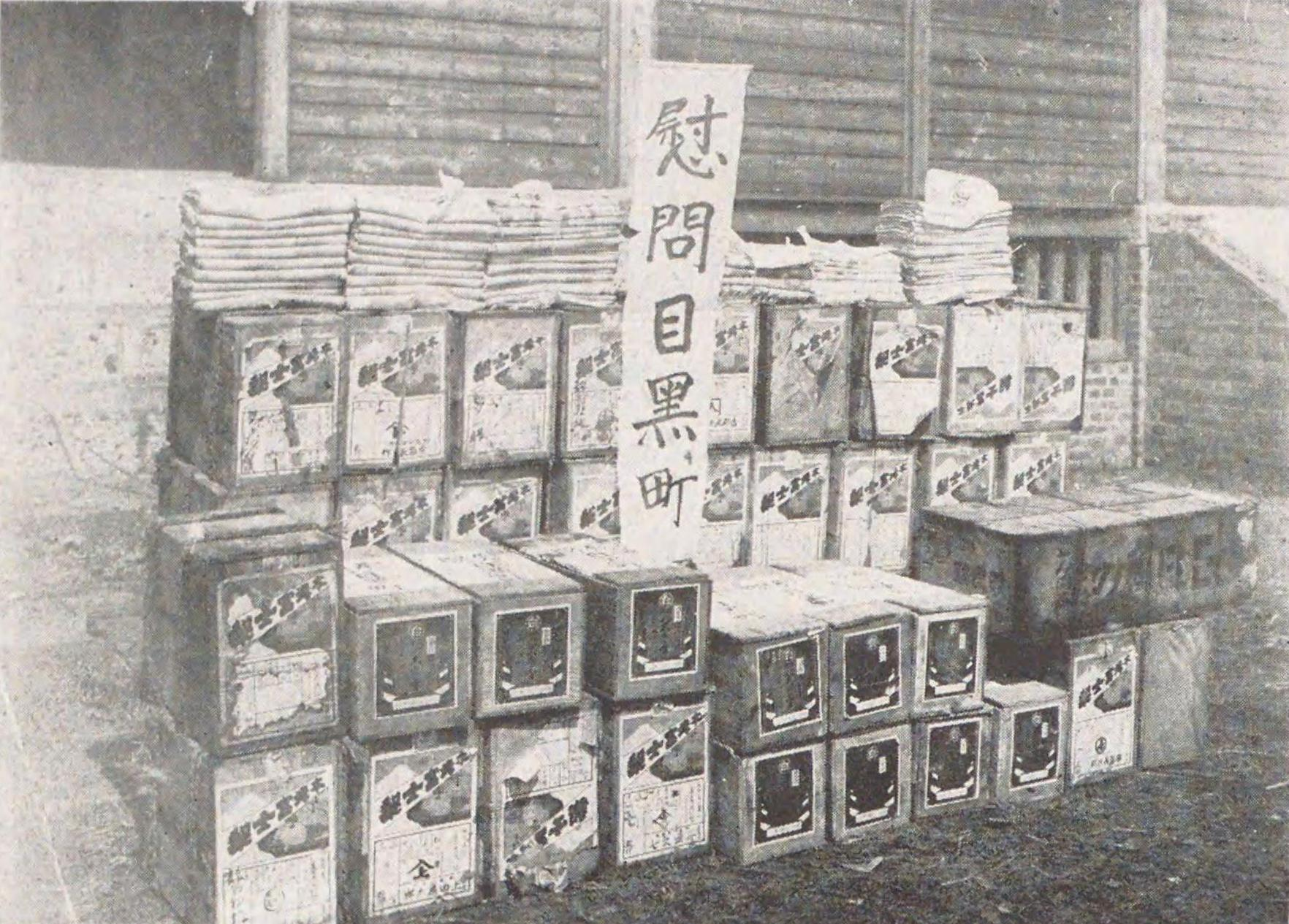
朝鮮人へ慰問品。目黒町民より。目黒競馬場。
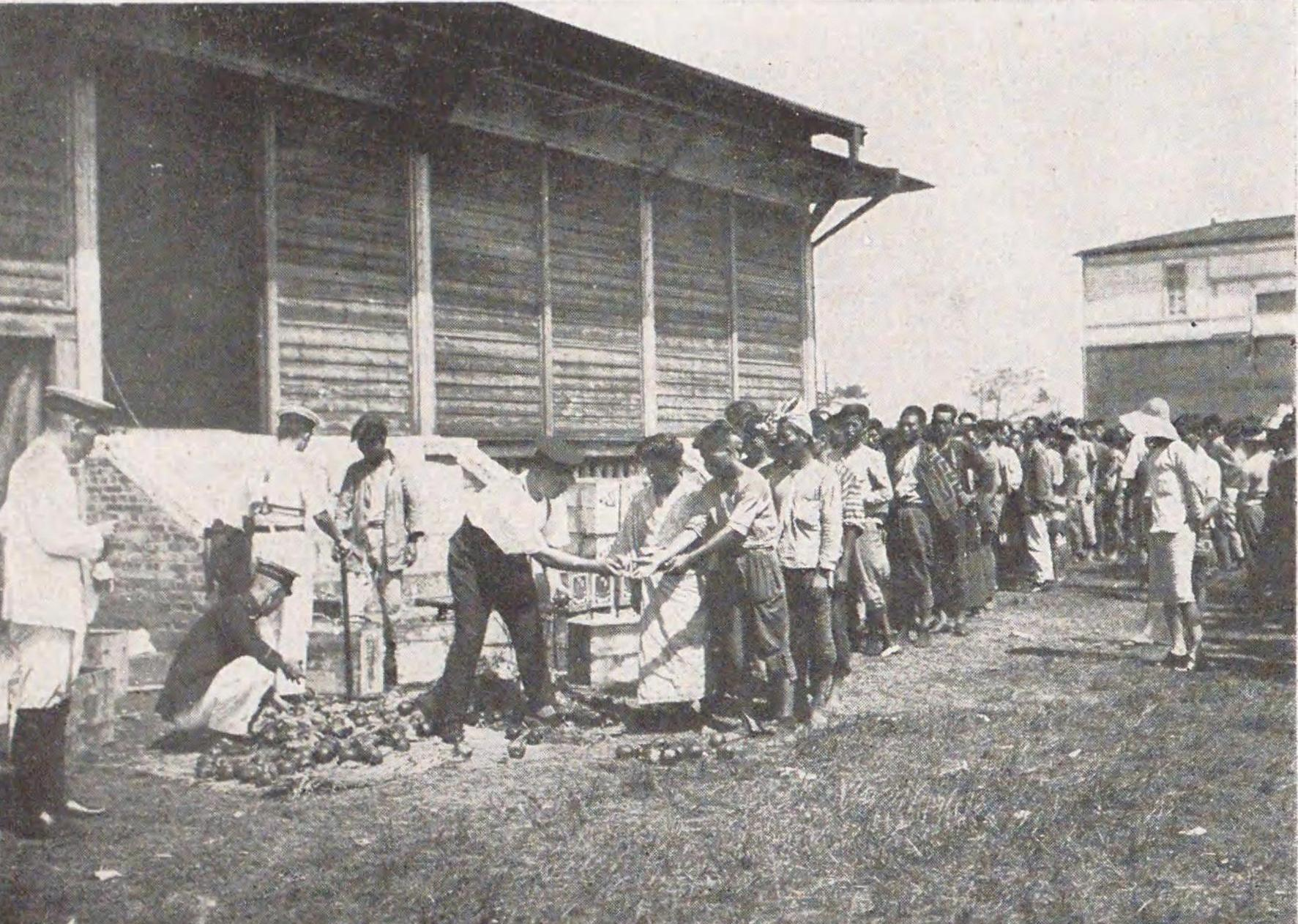
朝鮮人へ慰問品配布。目黒競馬場。
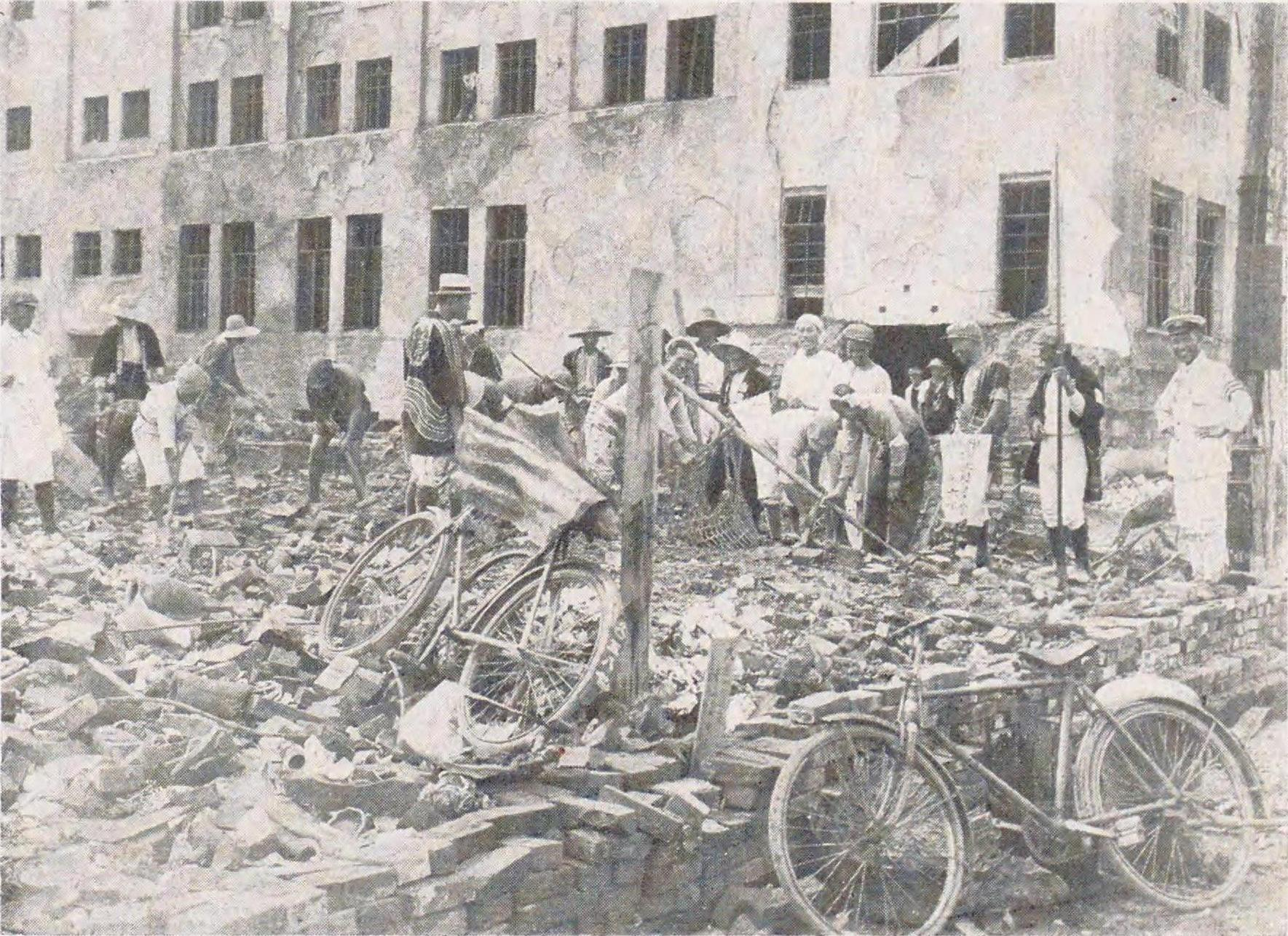
東京日本橋区内の焼け跡整理。日鮮企業株式会社相愛会主催。

| 吉村昭 『関東大震災』 文藝春秋、1973年。 |

| 八木熊次郎 『関東大震災日記』 横浜開港資料館所蔵。 |

| 読売新聞、1923年10月21日。 |

| 桑名三重彦 『九月一日・この日を思え』。 |

| 保阪正康 「周恩来の『遺訓』を無視する首相の靖国参拝」、『月刊現代』2005年7月号。／『風来記: わが昭和史(1) 青春の巻』 平凡社、2013年。 |

| 神奈川県史編集委員会編 『神奈川県史研究』、1971年11月。 |

| 長岡熊雄 「震災遭難記」、横浜地方裁判所編 『横浜地方裁判所震災略記』、1935年、51頁。NDLJP:1236045/43。 |

| 横浜市役所市史編纂係編 『横濱市震災誌』、1926年-1927年。 |

| 横浜市役所市史編纂係編 『横濱市震災誌』、1926年-1927年。 |

| 横浜貿易新報、1924年6月25日。 |

| 報知新聞、1923年10月17日。 |

| 吉村昭 『関東大震災』 文藝春秋、1973年。 |

| 八木熊次郎 『関東大震災日記』 横浜開港資料館所蔵。 |

| 読売新聞、1923年10月21日。 |

| 桑名三重彦 『九月一日・この日を思え』。 |

| 保阪正康 「周恩来の『遺訓』を無視する首相の靖国参拝」、『月刊現代』2005年7月号。／『風来記: わが昭和史(1) 青春の巻』 平凡社、2013年。 |

| 神奈川県史編集委員会編 『神奈川県史研究』、1971年11月。 |

| 長岡熊雄 「震災遭難記」、横浜地方裁判所編 『横浜地方裁判所震災略記』、1935年、51頁。NDLJP:1236045/43。 |

| 横浜市役所市史編纂係編 『横濱市震災誌』、1926年-1927年。 |

| 横浜市役所市史編纂係編 『横濱市震災誌』、1926年-1927年。 |

| 横浜貿易新報、1924年6月25日。 |

| 報知新聞、1923年10月17日。 |

## 感謝状
1924年2月、大川宛に朝鮮人から感謝状が届いた。この手紙で朝鮮人は自らを「鮮人」と表現している。当時の社会状況においては、この蔑称・差別用語であるといわれるところの表現を自ら使わざるを得なかったようだ。朝鮮は日本の統治下にあり、朝鮮人は日本人にとって二等国民であった。大川の行動は美談として語られるものであるが、警察が住民を守る当然の行動が美談になる異常な社会状況がそこにはあったのである。
　　　　　　　　　鶴見警察署長
　　　　　　　　　　警部　　大川常吉　　殿
　　　維時大正十二年九月一日　関東地方に大震
　　　火災襲来した時　我等鮮人に対して　多衆市
　　　民は不逞行為があったと曲解し　穏やかならざる形勢
　　　があった　此時に際して　大川鶴見警察署長
　　　は泰然自若として奮発挺身して克く
　　　鶴見潮田両町在住の鮮人三百余名の生命
　　　を完全に救護した　我等一同安泰の
　　　今日が在るのは全て署長殿の鴻恩に外
　　　ならない
　　　茲に我等一同は感喜の余り報恩記念品
　　　を贈呈し感謝の微意を表す
　　　　　　大正十三年二月十五日
　　　　　　　　　　　　鶴見潮田両町在住
　　　　　　　　　　　　　　　鮮人一同代表者
　　　　　　　　　　金浩景　　具京五　　李鳳相
　　　　　　　　　　呉年洙　　李聖基　　金在洪

原文送り仮名はハングル文字。「維」（これ）は後に来る「時」（とき）を強調
する助字。「茲」の読みは「ここ」。感謝状は大川家で保管された。       

## 東漸寺の顕彰碑
関東大震災当時流言蜚語により激昂した一部
　　暴民が鶴見に住む朝鮮人を虐殺しようとする
　　危機に際し当時鶴見警察署長故大川常吉氏は
　　死を賭して其の非を強く戒め三百余名の生命
　　を救護した事は誠に美徳である故私達は茲に
　　故人の冥福を祈り其の美徳を永久に讃揚する
　　　　　一九五三年三月二十一日　　
　　　　　　　　　在日朝鮮統一民主戰線
鶴見区潮田町（うしおだちょう）に大川が眠る東漸寺（とうぜんじ）がある。東漸寺は大川家の菩提寺である。1953年、東漸寺の本堂入口右に大川を顕彰する石碑が北朝鮮系組織「在日朝鮮統一民主戦線」（朝鮮総連の前身）により建立された。
東漸寺は児童・生徒がよく訪れる。2010年、「鶴見歴史の会」相談役の林正己と、在日韓国・朝鮮人児童の支援団体「ヨコハマハギハッキョ実行委員会」実行委員の後藤周（ごとう あまね）は、東漸寺で地元児童たちに震災の話を聞かせた。林が大川のことを話し、後藤が顕彰碑について「国籍や民族が違っても、協力して地震に立ち向かうことの重要性を教えてくれている」と、また後藤は「虐殺の悲劇を繰り返してはいけない」と、最後にそう訴えた。
後藤周は、元・中学校教師 の人権活動家である。NPO法人在日外国人教育生活相談センター・信愛塾 の理事を務める。ヨコハマハギハッキョ実行委員会の設立にも携わった。後藤は大川常吉を研究している。2006年、後藤は『神話から歴史の真実へ』という冊子を編纂し、大川への質問に資料を示して回答している。また後藤は朝鮮人虐殺に関する講演を各地で行い、大川の行動を伝えている。後藤によると、大川の行動の本質は人を人として尊重するヒューマニズムである。

## 韓国の病院から招待された大川の子孫
在日コリアンの作家朴慶南（パク・キョンナム）は、祖父が関東大震災時に「朝鮮人狩り」に遭っていて、東京浅草で危機に瀕していた祖父はマンホールに入り下水道を通って命からがら埼玉に逃げた。朴慶南は大川常吉の話を知ると、エッセイ『ポッカリ月が出ましたら』（三五館、1992年）を書いた。
1995年 12月、朴のエッセイ『ポッカリ月が出ましたら』により大川の話を知った韓国ソウルにある病院の院長が、朴に大川についての話を病院職員の前でしてもらうとともに大川の子孫にお礼をしたいと、朴と大川の孫（豊）を病院に招待した。大川の息子は高齢で体が弱く、韓国へ行くことができなかった。
大川の孫は当初、韓国人の反応を想像して怖がっていたが、温かい歓迎を受けた。彼は生前の祖父・常吉を知らない。常吉が偉かったと祖母から少し聞いたのみである。彼は朴慶南から『ポッカリ月が出ましたら』執筆のための取材を受け、それにより祖父・常吉の詳細を知ることになった。
彼は祖父の行動への賞賛に疑問があった。病院スタッフ約200名の前でそれをこのように伝えた。
「ミアナムニダ」、こう言って彼は頭を下げた。会場は大きな拍手が湧いた。
「ミアナムニダ」（미안합니다）とは「ごめんなさい」という韓国語である。朴慶南の講演前に、彼は朴慶南に「ごめんなさい」というのは韓国語で何と言うのか尋ねていたのである。
大川の孫は「今、国と国が対立しているが、国があおっている部分がある。一般の庶民は、決してそんなことはない」と信じている。

## 深まる大川研究
大川研究者の後藤周によると、大川の研究については鶴見の名士・佐久間権蔵（1861年生 – 1934年没） の日記や、震災当時に鶴見町の町議会議員を務めていた医師・渡辺歌郎（1868年生 – 1946年没） の手記（回顧録）『感要漫録』の発見により震災当時の経緯が分かってきた。
渡辺手記『感要漫録』は2005年に鶴見で渡辺の孫に発見され話題になった。渡辺手記は専門家から「歴史的に貴重な資料」として評価されている。渡辺は騒動の中にいた当事者であり、当事者による記録が初めて明らかになった。
渡辺手記においては、町議会議員団が大川に詰問し大川が反論する様子が描写され、大川が言うには「保護した朝鮮人の所持品検査をしたが、小刀一つなかった。収容後も従順で、握り飯に感謝し涙を流している。一度警察の手を離れたら、たちまち全部虐殺されてしまう。収容人員が増えても方針は変わらない」。大川に促されて渡辺が警察署に来て確認したところ、渡辺は朝鮮人に関する不穏な噂はデマであったと確信した。
歴史学者今井清一横浜市立大学名誉教授 はこの手記を信憑性があると認めた。この手記の発見を毎日新聞が伝えると、朝鮮日報、ハンギョレ、東亜日報などの韓国紙も毎日新聞記事を伝えた。
翌2006年、大川の孫が震災翌年の大川常吉宛感謝状を保管していたことが分かり、「初めて見る。貴重な資料」と郷土史家を驚かせた。
2012年に中島司 の著書『震災美談』（1924年）が文化庁長官の裁定を受けて国立国会図書館が全文をインターネット公開した。巷で言われるところの「朝鮮人を殺す前にこの大川を殺せ」を裏付ける詳細が『震災美談』第八章「朝鮮人に手を下すなら —— 先づ我輩から片付けよ・・・豪膽（豪胆）な鶴見署長」にある。『震災美談』著者兼発行者・中島司の所在は日本統治下の朝鮮京城府で、朝鮮印刷株式会社という京城府の会社が印刷している。中島は大川が命がけの朝鮮人保護を決断する心情の過程を「たとい自分の一身を犠牲としても、飽くまで彼等を保護するは、己れの職責であり、また人道に忠なる所以であると、大川署長はここに決死の覚悟をしたのである」と描写する。

## 評価・解釈
『震災美談』著者 中島司
- 「鶴見警察分署長大川常吉氏が沈着にして剛胆なる行為により、民衆の妄動を制し朝鮮人を保護した事績は誠に壮烈なものである」[20]

人権活動家 後藤周
- 「武装した群衆の圧力に負けなかったのは、朝鮮人が朝鮮併合後に出稼ぎに来た労働者であると日ごろから知っており、武器も持っていないと判断。中国人も『中華民国の外国人』と認識し、迫害から守った」[49]
- 「大川署長を後世、ヒーロー視し脚色した逸話もある。県内で虐殺された正確な人数は不明のまま。さらに冷静に検証する必要がある」[49]
- 「大川署長は、暴徒に襲われてけがをした朝鮮人を病院で無料で治療させるなど、彼らを迫害から守ることこそ警察官の仕事、と確信して行動した。根底には、人を人として尊重するヒューマニズムがあった」[48]

鶴見歴史の会 林正巳
- 「大川の差別を乗り越えた行動は、多文化共生の考え方にもつながる。人権教育のためにも、子どもたちに当時の歴史を知ってほしい」[69]
- 「大川署長の言動に学び、外国人との多文化共生を進めるうえで人権問題を大切に考えてほしい」[21]
- 「大川署長は日ごろから管内の朝鮮人労働者の実態をよく知っていたので『暴徒ではない』と冷静に判断できた」[21]
- 「大正9年（1920）前後から、潮田地区には朝鮮半島や、沖縄出身の労働者が多く住むようになった。その実態を知悉していた大川署長だからこそ貫徹できた行為であった」[21]

在日コリアン作家 朴慶南
- 「武器を手にした群衆に立ち向かう勇気、冷静沈着さ、群衆を落ち着かせる知恵。他の人々の痛みをいかに想像できるか、国や民族に関係なく必要とされるものではないか」[70]

防災システム研究所 防災・危機管理アドバイザー 山村武彦
- 「あの当時、あの状況下で、多数の暴民に取り囲まれながら、しかも署員はわずか30名で多数の朝鮮人らを守り抜いたのは並大抵の胆力と度量ではなかった。『覚悟を決め・死を賭して』の大川常吉氏の行動こそ日本人としての誇りでありヒューマニズムの原点である」[21]

總持寺 本山布教部
- 「群衆の行為は決して正当化できるものではありません。しかし当時の異常な状況下で自分が同じことをしなかったと誰が言い切れるでしょうか。殺害に加担しなくても暴走化した群衆から朝鮮の人を守る行為に出られたでしょうか。それを思う時、『生命の尊厳』を強く心に持ち信念を貫いた大川署長の凄さに圧倒されます。シンドラーや杉浦千畝[* 13] の他に、このような素晴らしい人物が鶴見に存在したのは誇るべきことであります」[12]

大師山 法楽寺 住職 遠藤龍地
- 「わけへだてのない思いやりと、ことの真偽を確かめ見分ける肝の据わった智力、そして、その慈悲と智慧に裏付けられた行動」[71]

歴史社会学者 李修京
- 「地獄だったはずの9月1日。当時の内務大臣の水野錬太郎と赤池濃、後藤文夫、正力松太郎のトリオ、自警団、そして命をかけて道理を貫いた大川常吉の勇断。やはりこの中で日本の誇れる人物だとすれば大川常吉元鶴見区[* 13]警察署長。いくら権力をふるったとしても歴史的評価は人類普遍の正義にあるということを改めて感じさせる関東大震災記念日」[72]

在日本大韓民国民団 東京地方本部
- 「騒乱の最中、韓国人を命懸けで守った日本人もいた。暴走化した自警団はかくまった人にも凶器の刃を向けたからである。中でも鶴見警察署の署長・大川常吉」[* 14]

平和大使在日同胞フォーラム代表 鄭時東
- 「犠牲的な行動をした大川常吉署長のことが、日本人に知られていないのは本当に悲しむべきことである」[73]
- 「東日本大震災を体験した今こそ、こうした忘れられた偉人を顕彰し、知らしめることが望まれているのではなかろうか。と同時に、マジョリティー（多数派）は、マイノリティー（少数派）に手を差し伸べ共に共生共栄していかなければならない」[73]

民団新聞
- 「体を張って同胞の生命を守った」[74]

東洋経済日報
- 「韓日友情年の今年、大川署長ら韓日の懸け橋となった人達にスポットを当てるイベントを企画してはどうだろうか」[63]

ジャパンタイムズ記者 J.T. キャシディ
- 「The poison was all in their minds, where it still seems to be today」（毒は全て群衆の心の中にあった。今日においても未だそうであるように感じられる）[75]

神奈川新聞
- 「警察官が住民を守るという当たり前のことが美談としてたたえられる社会状況。その異常さにこそ、目を向けなければならないはずだ。大川署長は、その背後にある虐殺という歴史の暗部を照らし出す存在でもあるのだ」[48]

大川常吉の孫 大川豊
- 「祖父がしたことはそんなに褒められることなのでしょうか」[48]
- 「当時、日本人が韓国朝鮮の方にあまりにひどいことをしたため、当たり前のことが美談になってしまった」[48]
- 「差別の横行した時代に祖父は日ごろから朝鮮人らと接していたから、信念を貫けたのではないか」[49]
- 「同じ状況に置かれたとき、自分は祖父のように行動できるかどうか自信がないですね。でも、そうありたいとは思います。難しいですけどね」[76]

## 学校教育現場における取り扱い事例
- 2003年、岐阜県教職員組合の教育総合情報誌『教育ぎふ』1面コラム「ほんりゅう」に朴慶南エッセイにおける大川が紹介された[77]。
- 川崎市立桜本中学校（川崎区）は大川を2004年度の人権教育の教材にした[78]。
- 横浜市立永田中学校（南区）の社会科教師が全州槿映中学校における日韓合同歴史授業でテーマに取り上げている[79]。この合同授業は2005年から毎年春休みに行われている[79]。
- 元・社会科教諭の後藤周が横浜市立下瀬谷中学校の教諭であった2006年、大川分署長の行動をまとめた冊子『神話から歴史の真実へ』を横浜市立南吉田小学校（南区）で発表した[49]。
- 2007年1月、北海道紋別市立渚滑中学校教頭・長野藤夫、北海道北見市立小泉小学校教諭・池田潤、北海道のTOSS（教育技術法則化運動）団体「TOSS網走連合」らにより出版された『「心のノート」で生き方の原則を教える 高学年編』の第Ⅵ章に大川常吉が掲載された[80]。
- 2007年3月27日、横浜市管内教師が全州グンヨン中学校で大川について授業し、次のような感想を持った生徒たちがいた[81]。

- 三重県立亀山高等学校の生徒たちは2008年度、韓国修学旅行を通して在日コリアンの人権を考え合い、生徒の1人は「ふりかえりシート」に「大川常吉さんのように、勇気ある行動をしないといけない時がくるかもしれない。自分も常吉さんみたいな行動と精神を持ちたいです」と書いた[82]。
- 2013年、立命館宇治高校の歴史教師がソウル松坡区蠶一高校で大川の話を授業で聞かせた[83]。これは東北アジア歴史財団の支援事業「歴史教師海外交換訪問事業」の一環である[83]。
- さいたま市立第二東中学校（さいたま市大宮区）は道徳教育の公開研究会を実施し、世界平和を考える授業として「朝鮮人、中国人を迫害から守った鶴見警察署長・大川常吉」を公開[84]。
- 神奈川県立有馬高等学校の日本史教師は大川の話を授業で扱う[85]。この教師は、歴史に流れがあるところに、大川を免罪符として日本人が素晴らしいと強調すると、かつての国定教科書になると危惧する[85]。
- 文部科学省の教科書検定において、「高等学校日本史B」に関する次のような検定意見書（教科用図書検定基準に照らして欠陥があると指摘した文書）の記録がある[86]。「原文」は指摘事項、「修正文」は検定意見に従った修正の内容を表す[86]。

| 検定意見書 受理番号 12-330-64 修正箇所 \| 原文: ・・・に殺害され、朝鮮人に不穏な動きがあるとする流言がひろがり、自警団などが多数の朝鮮人を殺害した。一方、横浜の警察署長大川常吉は、救いを求めてきた多数の朝鮮人を保護した。・・・ 【指摘事由】関東大震災における、いわゆる朝鮮人の殺害の実態について、誤解するおそれのある表現である。 \| \| 修正文: ・・・殺害された。 また、 朝鮮人に不穏な動きがあるとする流言がひろがり、ごく一部に朝鮮人を保護した者もいたが、 各地の自警団などが多数の朝鮮人を殺害した。・・・ \| |
| 原文: ・・・に殺害され、朝鮮人に不穏な動きがあるとする流言がひろがり、自警団などが多数の朝鮮人を殺害した。一方、横浜の警察署長大川常吉は、救いを求めてきた多数の朝鮮人を保護した。・・・ 【指摘事由】関東大震災における、いわゆる朝鮮人の殺害の実態について、誤解するおそれのある表現である。 |
| 修正文: ・・・殺害された。 また、 朝鮮人に不穏な動きがあるとする流言がひろがり、ごく一部に朝鮮人を保護した者もいたが、 各地の自警団などが多数の朝鮮人を殺害した。・・・ |

## 語録
- 「これは中華民国の人達だ、誤まって外国人に危害を加えたら面倒だぞ」 —— 朝鮮人と疑われて連行された4人の中国人を取り調べる大川。[23]
- 「よし、諸君がそれほど疑うなら、我輩がこの壜の中味を飲んで見せよう、そうしたら毒薬か否かが判るわけだ」 —— そう言って大川は中国人が所持していたビールと中国醤油を、毒薬の疑いを晴らすためにガブガブ飲む。[25]
- 「諸君、今日只今の状態は、なるほど交通通信の機関も杜絶して、我が鶴見方面も孤立の有様であるから、流言浮説の真否を判断することはできないが、恐らく私はこの流言は大袈裟なものだろうと思う」 —— 朝鮮人を警戒する民衆に演説する大川。[87]
- 「我輩が引き受けた以上我輩に任せるが宜い、理不尽な話はよせ」 —— 鶴見分署に居座り早く朝鮮人を追放しろと大川に迫る地元有力者らに対して。[30]
- 「罪なき者を苛なむは蛮行である、我が大和民族の特性は敵人といえども之を憐れむ所に存する、況んや朝鮮人は日本の国民である、陛下の赤子である、根拠なき流言浮説に迷わされて、非道の事があっては、お互いの恥辱だ」 —— 有力者らと激論する大川。[30]
- 「よし、君等が我輩の言う条理を解し得ないなら、今は是非もない、鮮人に手を下すなら下してみよ、憚りながら大川常吉が引き受ける、この大川から先きに片付けた上にしろ、われわれ署員の腕の続く限りは、一人だって君たちの手に渡さないぞ」 —— 1000人余りの群衆に。[88]
- 「我輩も男だ、もし一人でもここから逃走した者があったら、我輩潔く君等の前で割腹して申し訳をする」 —— 群衆の代表から責任の取り方を問われて。[33]
- 「自分でもかの時の行動は意表の外である、今日あれだけの勇気を顕わすことがはたしてできるかは自分にも判らない、私は人間一代には何か特功がなくてはならぬと平生考えて居たのであるが、偶々未曽有の震災に遭遇して、素より当然の職責を尽したのみで、特功とは自らも考えないが、容易に得られない経験を得たことを愉快に思う」 —— 後に追想して。[36]

## 年譜

### 生前年譜
太字は大川常吉本人の足跡等。
- 1877年（明治10年） 東京府で生まれる。
- 1905年（明治38年） 巡査になり、神奈川県へ[15]。
- 1910年（明治43年） 8月29日、日本により韓国併合（朝鮮併合）、朝鮮人は日本国民となる。
- 1912年（明治45年） 山手本町警察署・警部補[16]。
- 1913年（大正02年） 横須賀警察署・警部補[17]。
- 1914年（大正03年） 横須賀警察署・警部補[89]。
- 1915年（大正04年） 横須賀警察署・警部補[90]。1月18日、日本から中華民国に「対華二十一カ条要求」。
- 1916年（大正05年） 横須賀警察署・警部[18]。
- 1917年（大正06年） 伊勢佐木町警察署・警部[19]。
- 1918年（大正07年） 伊勢佐木町警察署・警部[91]。
- 1919年（大正08年） 伊勢佐木町警察署・警部[92]。
  - 03月01日 日本統治下の朝鮮で独立運動「三・一運動」起きる。
  - 05月04日 中華民国で抗日運動「五・四運動」起きる。
- 1920年（大正09年） 藤澤警察署溝分署・分署長（警部）[4]。
- 1921年（大正10年） 藤澤警察署溝分署・分署長（警部）[93]。
- 1922年（大正11年） 神奈川警察署鶴見分署・分署長（警部）[5]。
- 1923年（大正12年）
  - 09月01日 関東大震災発生。
  - 09月02日 中国人所持のビールと中国醤油を飲んで見せ、毒を撒いた朝鮮人と疑われて自警団に連行された中国人4名の潔白を証明する。
  - 09月03日 1000名以上の群衆、鶴見分署に集結、命がけで朝鮮人・中国人を群衆から保護。
  - 09月09日 保護した朝鮮人・中国人、船舶「華山丸」へ。後に海軍が朝鮮人保護を引き継ぐ。
  - 12月27日 鶴見警察署開署。
- 1924年（大正13年） 鶴見警察署・署長（警部）[6]。2月15日付にて大川宛感謝状届く。
- 1925年（大正14年） 大磯警察署・署長（警部）[7]。
- 1926年（大正15年） 厚木警察署・署長（警部、勲八等）[8]。
- 1927年（昭和02年） 警察を退任[15]。同年4月1日に鶴見町が横浜市に編入されて廃止、10月1日に横浜市鶴見区が誕生。
- 1940年（昭和15年） 死去。

### 没後年譜
- 1945年（昭和20年）
  - 08月15日 玉音放送によりポツダム宣言の受諾が日本国民に知らされる。
  - 09月09日 朝鮮総督府解体。
- 1948年（昭和23年）
  - 08月15日 大韓民国（韓国）樹立。
  - 09月09日 朝鮮民主主義人民共和国（北朝鮮）樹立。
- 1950年（昭和25年） 6月25日、朝鮮戦争勃発。
- 1953年（昭和28年）
  - 03月21日 北朝鮮系組織「在日朝鮮統一民主戦線」が大川を顕彰し、潮田町の東漸寺に「故大川常吉氏之碑」が建立される。
  - 07月27日 朝鮮戦争休戦。
- 1992年（平成04年） 8月、青丘会「青丘文化奨励賞」受賞作家・朴慶南のエッセイ『ポッカリ月が出ましたら』出版される。
- 1995年（平成07年） 12月、大川の孫が朴慶南とともにソウルの病院に招待される。
- 2004年（平成16年） 9月1日、テレビ朝日が『報道ステーション』で大川を紹介、朴慶南に取材[94][95]。
- 2005年（平成17年） 鶴見町議会議員・渡辺歌郎の手記『感要漫録』が鶴見で発見される。
- 2006年（平成18年） 関東大震災翌年の大川宛感謝状が公開される。
- 2010年（平成22年） 9月2日、NHKが『NHKニュース おはよう日本』で大川を紹介、後藤周に言及。